# Thees Uhlmann
Thees Uhlmann (født 16. april 1974 i Hemmoor, Niedersachsen, Tyskland) er en nordtysk musiker og sangskriver, som fik sit gennembrud med bandet Tomte. I 2011 udgav han sit første soloalbum med den enkle titel Thees Uhlmann.